# Azorenstroom
De Azorenstroom is een oceaanstroom in de Noord-Atlantische Oceaan. Ze is een aftakking van de Noord-Atlantische stroom (Golfstroom). Het is een oostelijke tot zuidoostelijke stroming die ontstaat ter hoogte van de Grand Banks van Newfoundland.
Afhankelijk van het seizoen zal de stroom veranderen. In de winter bestaat ze uit slechts een stroom terwijl deze in de zomer gesplitst is.